# Joel Yancey
Joel Yancey (* 21. Oktober 1773 im Albemarle County, Colony of Virginia; † April 1838 im Barren County, Kentucky) war ein US-amerikanischer Politiker. Zwischen 1827 und 1831 vertrat er den Bundesstaat Kentucky im US-Repräsentantenhaus.

## Werdegang
Joel Yancey wurde in Virginia geboren und ließ sich später in Kentucky nieder. Dort begann er als Mitglied der von Thomas Jefferson gegründeten Demokratisch-Republikanischen Partei eine politische Laufbahn. Zwischen 1809 und 1811 war er Abgeordneter im Repräsentantenhaus von Kentucky; von 1816 bis 1820 sowie nochmals zwischen 1824 und 1827 gehörte er dem Staatssenat an. In den 1820er Jahren schloss er sich der Bewegung um den späteren Präsidenten Andrew Jackson an, aus der 1828 die Demokratische Partei entstand.
Bei den Kongresswahlen des Jahres 1826 wurde Yancey im zehnten Wahlbezirk von Kentucky in das US-Repräsentantenhaus in Washington, D.C. gewählt, wo er am 4. März 1827 die Nachfolge von Francis Johnson antrat. Nach einer Wiederwahl im Jahr 1828 konnte er bis zum 3. März 1831 zwei Legislaturperioden im Kongress absolvieren. Diese waren bis 1829 von den Streitereien zwischen den Anhängern seiner Partei und denen von Präsident John Quincy Adams geprägt. Seit dem Amtsantritt von Präsident Jackson als im Jahr 1829 wurde innerhalb und außerhalb des Kongresses heftig über dessen Politik diskutiert. Dabei ging es um die umstrittene Durchsetzung des Indian Removal Act, den Konflikt mit dem Staat South Carolina, der in der Nullifikationskrise gipfelte, und die Bankenpolitik des Präsidenten. Yancey war seit 1829 Vorsitzender des Ausschusses zur Kontrolle der Ausgaben des Postministeriums.
Bei den Wahlen des Jahres 1830 unterlag er Christopher Tompkins. Danach zog er sich aus der Politik zurück.